# B. Sriram Shastry
B. Sriram Shastry (* 26. November 1950 in Akola, Indien) ist ein indisch-US-amerikanischer Festkörperphysiker.
Shastry studierte an der Nagpur University (Bachelor-Abschluss) und am Indian Institute of Technology Madras mit dem Master-Abschluss in Physik 1970. Er wurde 1976 am Tata Institute of Fundamental Research in Bombay promoviert. Als Post-Doktorand war er Lecturer an der University of Hyderabad und 1979 bis 1980 als Royal Society Stipendiat am Imperial College London. 1980 bis 1982 war er Instructor an der University of Utah und 1982 bis 1989 Fellow und Reader am Tata Institut. 1987/88 war er Visiting Lecturer an der Princeton University und 1988 bis 1994 an den Bell Laboratories (bzw. deren Nachfolger Lucent Bell Laboratories). 1994 bis 2003 war er Professor am Indian Institute of Science in Bangalore, 2000/2001 Berater bei den Lucent Bell Laboratories und Gastwissenschaftler an der Princeton University und Rutgers University und ab 2003 Professor an der University of California, Santa Cruz.
Shastry befasst sich mit stark korrelierten Systemen, Magnetismus, Modellierung von Relaxationsraten bei NMR Experimenten, dem Hubbard-Modell, exakt lösbaren Quanten-Spinsystemen, der Hall-Konstante, thermoelektrische Materialien und Hochtemperatursupraleitern (u. a. Raman-Streuung in diesen Systemen).
Er ist Fellow der American Physical Society (2006) und der Indian Academy of Sciences, der Academy of Sciences for the Developing World (deren Physik Preis er 1999 erhielt), der Indian National Science Academy und der National Academy of Sciences India. Ab 2011 ist er im wissenschaftlichen Beirat des Max-Planck-Instituts für komplexe Systeme in Dresden.
2009 erhielt er den Lars-Onsager-Preis für grundlegende Beiträge zur Entwicklung und Lösung von Modellen stark korrelierter Systeme und für weitreichende Beiträge zur phänomenologischen Vielteilchentheorie.
Er ist verheiratet und hat zwei Söhne.